# 10. konjeniška divizija (Avstro-Ogrska)
10. konjeniška divizija je bila konjeniška divizija avstro-ogrske skupne vojske, ki je bila aktivna med prvo svetovno vojno.

## Organizacija
Maj 1914
- 4. konjeniška brigada
- 8. konjeniška brigada
- reitende Artillerie-Division Nr. 4

## Poveljstvo
Poveljniki
- Viktor Mayr: avgust 1914
- Gustav Loserth: avgust–december 1914
- Herbert Herberstein: december 1914–oktober 1915
- Viktor Bauer von Bauernthal: oktober 1915–november 1918